# العلاقات الباربادوسية الزيمبابوية
العلاقات الباربادوسية الزيمبابوية هي العلاقات الثنائية التي تجمع بين باربادوس وزيمبابوي.

## مقارنة بين البلدين
هذه مقارنة عامة ومرجعية للدولتين:
| وجه المقارنة                                              | باربادوس       | زيمبابوي |
| --------------------------------------------------------- | -------------- | --- |
| المساحة (كم2)                                             | 439            | 390.76 ألف |
| عدد السكان (نسمة)                                         | 285.72 ألف     | 16.53 مليون |
| الكثافة السكانية (ن./كم²)                                 | 65.08 ألف      | 42.3 |
| العاصمة                                                   | بريدج تاون     | هراري |
| اللغة الرسمية                                             | لغة إنجليزية   | لغة إنجليزية، اللغة الشونا، النديبيلية الشمالية ‏، لغة الشيشيوا، Barwe ‏، Kalanga language ‏، Tshwa language ‏، النداو ‏، اللغة التسونجا، لغة الإشارة الزيمبابوية ‏، اللغة السوتية، تونغا ‏، اللغة التسوانية، اللغة الفيندية، اللغة الكوسية |
| العملة                                                    | دولار بربادوسي | دولار أمريكي |
| الناتج المحلي الإجمالي (بليون دولار)                      | 4.80 مليار     | 17.85 مليار |
| الناتج المحلي الإجمالي (تعادل القوة الشرائية) بليون دولار | 4.66 مليار     | 27.88 مليار |
| الناتج المحلي الإجمالي الاسمي للفرد دولار أمريكي          | 15.43 ألف      | 924 |
| الناتج المحلي الإجمالي للفرد دولار أمريكي                 | 16.06 ألف      | 1.79 ألف |
| مؤشر التنمية البشرية                                      | 0.795          | 0.509 |
| رمز المكالمات الدولي                                      | +1246          | +263 |
| رمز الإنترنت                                              | .bb            | .zw |
| المنطقة الزمنية                                           | 00             | ت ع م+02:00 |

## منظمات دولية مشتركة
يشترك البلدان في عضوية مجموعة من المنظمات الدولية، منها:
| علم المنظمة | اسم المنظمة                                 | تاريخ انضمام باربادوس | تاريخ انضمام زيمبابوي |
| ----------- | ------------------------------------------- | --------------------- | --------------------- |
|             | مجموعة دول أفريقيا والكاريبي والمحيط الهادئ | ?                     | ?                     |
|             | مؤسسة التنمية الدولية                       | 29 سبتمبر 1999        | 29 سبتمبر 1980        |
|             | الأمم المتحدة                               | 9 ديسمبر 1966         | 25 أغسطس 1980         |
|             | منظمة التجارة العالمية                      | ?                     | ?                     |
|             | منظمة الشرطة الجنائية الدولية               | ?                     | ?                     |
|             | المركز الدولي لتسوية المنازعات الاستشارية   | 1 ديسمبر 1983         | 19 يونيو 1994         |
|             | الاتحاد الدولي للاتصالات                    | 16 أغسطس 1967         | 10 فبراير 1981        |
|             | البنك الدولي للإنشاء والتعمير               | 12 سبتمبر 1974        | 29 سبتمبر 1980        |
|             | الاتحاد البريدي العالمي                     | ?                     | ?                     |
|             | منظمة حظر الأسلحة الكيميائية                | ?                     | ?                     |
|             | مؤسسة التمويل الدولية                       | 25 يونيو 1980         | 29 سبتمبر 1980        |
|             | وكالة ضمان الاستثمار متعدد الأطراف          | 12 أبريل 1988         | 10 أبريل 1992         |
|             | يونسكو                                      | 24 أكتوبر 1968        | 22 سبتمبر 1980        |

## وصلات خارجية
- موقع وزارة الخارجية الباربادوسية
- موقع وزارة الخارجية الزيمبابوية